# Гренландське море

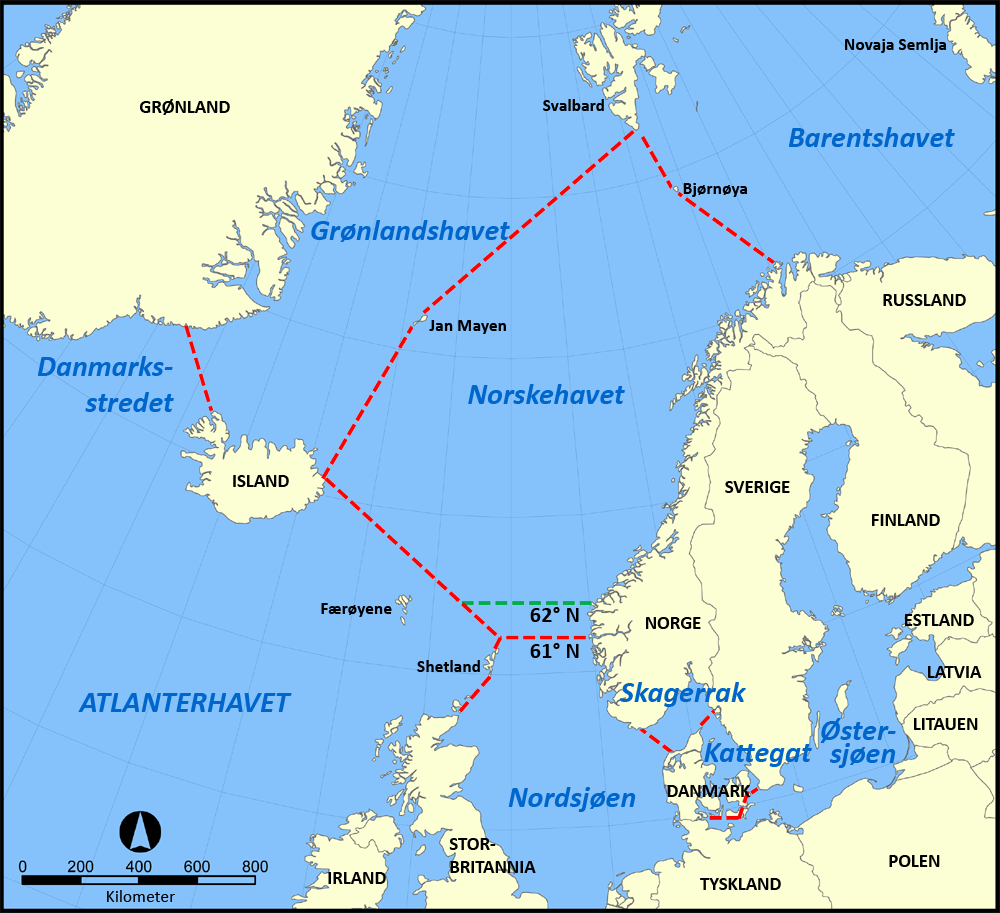
Гренландське море на тлі Північної Атлантики

Гренландське море — акваторія, що розташована між Гренландією, Ісландією, Шпіцбергеном та островом Ян-Маєн. Визначають як частину Північного Льодовитого океану, так і в складі Атлантичного океану.
Загальна площа моря близько 1 205 000 км², середня глибина 1440 м, об'єм — 2 408 000 км³.
Море має арктичний клімат із регулярними північними вітрами і температурою, що рідко піднімається вище 0 °C. До кінця ХХ сторіччя містив льодовиковий язик Одден, що простягався на схід від краю Гренландського льодовикового щита у межах 72—74° пн. ш. протягом зими і діяв як ключовий зимовий терен утворення льоду в Арктиці. Західна Крига утворюється взимку в цьому морі, до півночі від Ісландії, між Гренландією і островами Ян-Маєн. Ця акваторія є одним із провідних ареалів розповсюдження лисуна гренландського і хохлача, на яких полювали понад 200 років.

## Межі моря

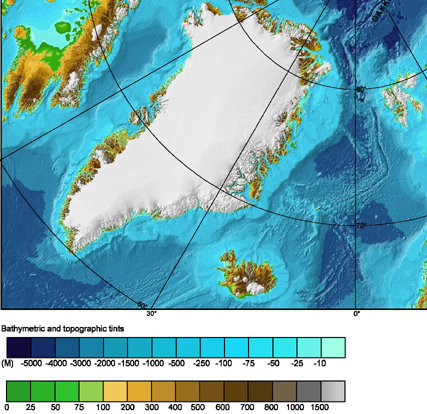
Рельєф морського дна

Міжнародна гідрографічна організація так визначає межі Гренландського моря:
- На півночі: лінія, проведена від північної точки Шпіцбергену до північної точки Гренландії.
- На сході: західне узбережжя Шпіцбергену.
- На південному сході: лінія, проведена від південної точки острова Західний Шпіцберген до північної точки острова Ян-Маєн, потім західним берегом останнього до його найпівденнішої точки, а звідти — лінія, проведена до крайньої точки мису Герпір 65°05′ пн. ш. 13°30′ зх. д. / 65.083° пн. ш. 13.500° зх. д. (найсхідніша точка Ісландії).
- На південному заході: лінія, проведена від мису Стромнесс (північно-західне закінчення Ісландії) до мису Нансена в Гренландії.
- На заході: східне та північно-східне узбережжя Гренландії від мису Нансена (68°15′ пн. ш. 29°30′ зх. д. / 68.250° пн. ш. 29.500° зх. д.) до найпівнічнішої точки Гренландії.

## Клімат

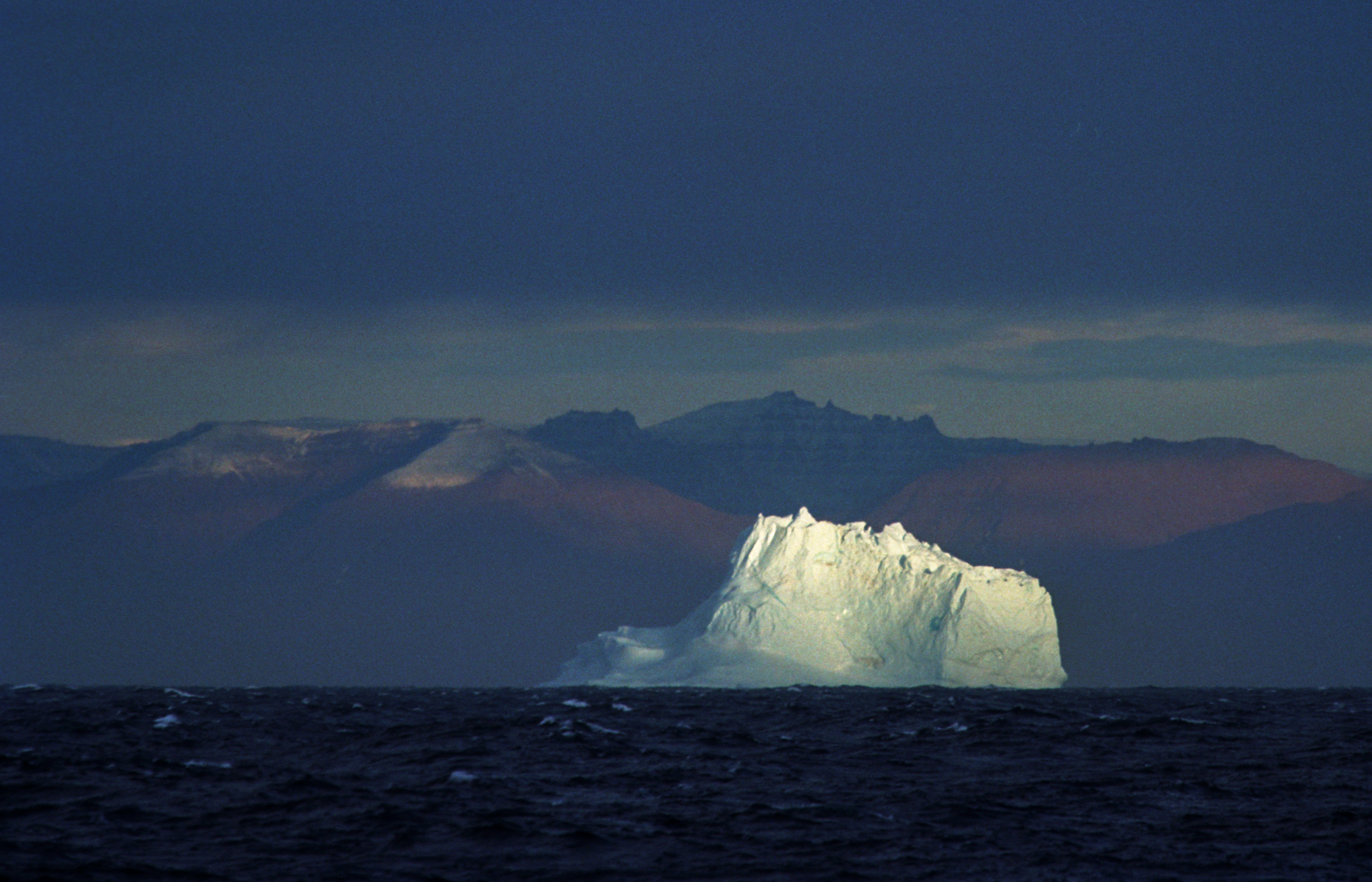
Айсберг біля берегів Гренландії

Північна й центральна частина акваторії моря лежить в арктичному кліматичному поясі, південна — в субарктичному. Тут цілий рік переважає полярна повітряна маса. Льодовий покрив цілорічний. Низькі температури повітря цілий рік. Атмосферних опадів випадає недостатньо. Порівняно м'яка зима і холодне літо. На північ від Ісландії влітку переважають помірні повітряні маси, взимку — полярні. Чітко відстежується сезонна зміна переважаючих вітрів. Досить великі річні амплітуди температури повітря. Зустрічається багато морської криги. Прохолодне сире літо з частими туманами; досить вітряна волога зима.

## Рельєф дна

Рельєф дна і течії Гренландського моря

Дно Гренландського моря складається з трьох басейнів: Ісландський басейн, що має максимальну глибину близько 2800 метрів, невеликий басейн Ян-Маєн і великий Гренландський басейн, у якому знаходиться найглибша частина моря. Обмежені на півдні Данським порогом, на сході хребтом Мона і хребтом Книповича (частини Серединно-Атлантичного хребта), на заході і півночі хребтом Ян-Маєн. На заході, дно здіймається спочатку повільно, а потім швидко до широкого Гренландського шельфу. Мул заповнює підводні жолоби і ущелини; мулисті піски, гравій, валуни, і інші продукти ерозії покривають шельф та хребти.
Хоча найглибша точка всередині моря 4846 метрів, глибина до 5669 м були виміряна у безодні Моллой, протока Фрама, що з'єднує море з Північним Льодовитим океаном на півночі (Море Ванделя).
Шельф у Ісландії простягається на 90—100 км і розчленований підводними долинами. Ширина шельфу в Східній Гренландії змінюється від 90 до 340 км. Біля Західного Шпіцбергену шельф має ширину 30—60 км, а в о. Ведмежий утворює велике горбисте плато — Ведмеженську банку. Для материкового схилу характерна крутизна 3—4°, місцями він ускладнений уступами. Ложе Гренландського моря розкраяно Східногренландським хребтом на дві глибокі западини: Північну — з глибинами 3100—3200 м і рівним дном і Південну — з глибинами 3500—3700 м і відносно складним рельєфом дна.

## Гідрологія
Центральна та північна частини Гренландського моря щільно насичені плавальними криговими полями, а взимку вкриваються суцільною кригою, що практично унеможливлює судноплавство.

### Течії

Північно-Атлантична течія (червона) і Норвезька течія (помаранчева).

Східною частиною прямує тепла Західношпіцбергенська течія, частина Гольфстриму, що поступово охолоджується і занурюється під поверхню Північного Льодовитого океану, повертається на південь у вигляді холодної Східногренландської течії і є важливою частиною конвеєрної стрічки Атлантики, що транспортує холод із північних районів до півдня і прямує західною частиною моря. Поверхневі течії утворюють циклональний обіг.
Гренландське море, разом із Баренцовим морем і морем Лабрадор є одним із головних місць утворення глибинної води північної півкулі. У зв'язку з цим це одне з небагатьох морів, де існує прямий зв'язок між різними шарами води на різних глибинах.
Гідрологія Гренландського моря переважно визначається Східногренландською поверхневою течією, що прямує з північного сходу на південний захід, що є продовженням Трансарктичної течії, яка перетинає Льодовитий океан. Потужність досягає по глибині 600 метрів, де вона обмежена з долу Гренландським континентальним шельфом. На поверхні, вона посилюється частими північно-східними вітрами що досягають швидкості 25 см/с. На схід від течії, існує зворотна течія. Улітку Східногренландська течія прямує значно далі на схід, ніж взимку. На північ від Ян-Маєн відбувається циклональний обіг води, у центрі якого, своєю чергою, проходить конвекція поверхневої і глибинної води.

### Температура води
На поверхні моря температура підвищується переважно із заходу на схід і в дещо меншій мірі — з півночі на південь.
Взимку майже на всій акваторії поверхнева температура дорівнює –1...–1,8 °C. Нульова ізотерма проходить від Данської протоки, на схід від Ян-Маєна і далі трохи північніше Шпіцбергену і прямує за язиком теплих вод (1—3 °C), що поширюються сюди зі східної частини моря.
Розподіл температури води з глибиною в цей сезон характеризується підвищенням до 0 °C на глибинах 100—300 м і подальшим зниженням до –0,9...–1,1 °C у дна на заході. У східних і північно-східних акваторіях, де відчутно вплив атлантичних вод, температура від поверхні декілька знижується до глибин 50—100 м, потім знову підвищується на глибинах 300—500 м і далі знижується до від'ємних значень від глибин 1000 м і до дна. Влітку поверхня моря прогрівається. Величини поверхневої температури (близько-0,5 °C) зберігаються в порівняно вузькій смузі уздовж східного узбережжя Гренландії. В інших акваторіях моря температура води змінюється в інтервалах 0—5 °C, підвищуючись із заходу на схід. У північних берегів Ісландії вона досягає середніх величин 7—8 °C, але в найтепліші місяці (липень і серпень) підвищується до 9—10 °C.
Влітку температура води порівняно мало змінюється з глибиною. На півночі вона трохи знижується від поверхні до дна. У південно-західних берегів Шпіцбергена температура підвищується від поверхні до глибин 50 м приблизно на 1 °C, а потім знижується до дна. У глибших районах східної акваторії моря деяке підвищення температури води спостерігається на глибинах 200—300 м, що пов'язано з впливом теплих атлантичних вод. На глибинах понад 1000 м температура води всюди трохи нижче 0 °C.

### Водні маси
Гренландське море має п'ять великих водних мас:
- арктична поверхнева вода прямує Східногренландською течією з Північного Льодовитого океану. Розташована у найзахіднішій частині моря, влітку до глибин 200 метрів і взимку — 600 м, має солоність 31,5 — 34 г/кг що є нижчою, ніж в Атлантичному океані і має температуру від -2 °C до +1 °C.
- гренландська поверхова вода — утворюється в східній частині моря шляхом взаємодії між атлантичною і арктичною водою має солоність від 34,7 до 34,9 г/кг і при температурі від 0 °C до 2 °C.
- Уздовж узбережжя Гренландії, є вузька смуга води, яка досягає глибин близько 150 метрів, утворена дренуванням Гренландії, і, відповідно, має великі сезонні відмінності.
- На глибинах нижче 500 метрів середній шар води Гренландського моря займає більшу частину об'єму, який утворюється через суміш арктичних і атлантичних вод Норвезького моря. Вона має температуру близько –0,44 °C, а солоність 34,9 г/кг.
- Придонна вода Гренландського моря, подібна до глибинних вод північних морів, має температуру між –0,9 і –1,1 °C градусів по, і солоність близько 34,92 г/кг.

## Західна Крига
Взимку велика акваторія на північ від Ісландії, між Гренландією і Ян-Маєном, під назвою Західна Крига покрита льодом. Ця акваторія є одним із провідних місць народження цуциків тюленя, включаючи гренландського тюленя, хохлача і сірого тюленя. Була виявлена на початку XVIII століття британськими китобоями і з кінця 1750-х років використовувалося для полювання на тюленів. Полювання було особливо інтенсивним у ХІХ столітті, але припинене в ХХ столітті через обмеження полювання, а також зниження попиту на ринку.

## Льодовий язик Одден
Льодовий язик Одден є однією з ключових областей формування зимового льоду в Арктиці. Було відомо протягом тривалого часу і був зустрінутий Фрітьйофом Нансеном, але механізм дії був тільки повністю зрозумілий із появою супутникових знімків.
Одден мав довжину близько 1300 км і охоплював площу до 330 000 км² в більшість років. Простягався на схід від головного Східногренландського пакового льоду до 72—74° пн. ш. взимку через наявність дуже холодної полярної поверхневої води течії Ян-Маєн, яка відводить воду на схід від Східногренландської течії (між о-вами Ян-Майен та Свальбард) що прямує цими широтами. Велика частина льоду що вже утворився, прямує на південь і рухається за вітром, тому на холодній відкритій поверхні води утворюється новий лід — шуга та ніласова крига в бурхливому морі, утворюючи гігантську форму язика. Вона здатна, разом із двома іншими ділянками в Лабрадорі і Антарктиці, поглинати до однієї п'ятої частини викидів двоокису вуглецю, який розчинений у їх поверхневих водах. Протягом зими сіль, що виділилася з цих поверхневих вод, опускається на дно моря (2500 м і більше) разом із розчиненим двоокисом вуглецю, це одна з небагатьох акваторій океану, де відбувається взимку конвекція, що підтримує рух у світовому океані системи поверхневих і глибинних течій, відомих як термогалінна циркуляція. З 1990-х років льодовиковий язик Одден рідко розвивається.

## Біологія
Акваторія моря поділяється на 2 морських екорегіони арктичної морської зоогеографічної провінції: західногренландський шельф, східне і північне узбережжя Ісландії. Зоогеографічно  донна фауна континентального шельфу й острівних мілин до глибини 200 м належить до арктичної циркумполярної області арктичної зони.
У Гренландському морі добре розвинуті планктон та бентос, завдяки чому воно забезпечує харчуванням різноманітну морську фауну. Ссавці в цьому морі представлені кількома видами китів (насамперед — гренландський кит), дельфінів (білуха), гренландським лисуном.
З промислових риб виловлюється тріска, оселедець, морський окунь (Sebastes marinus), палтус чорний.